# Байрачні ліси

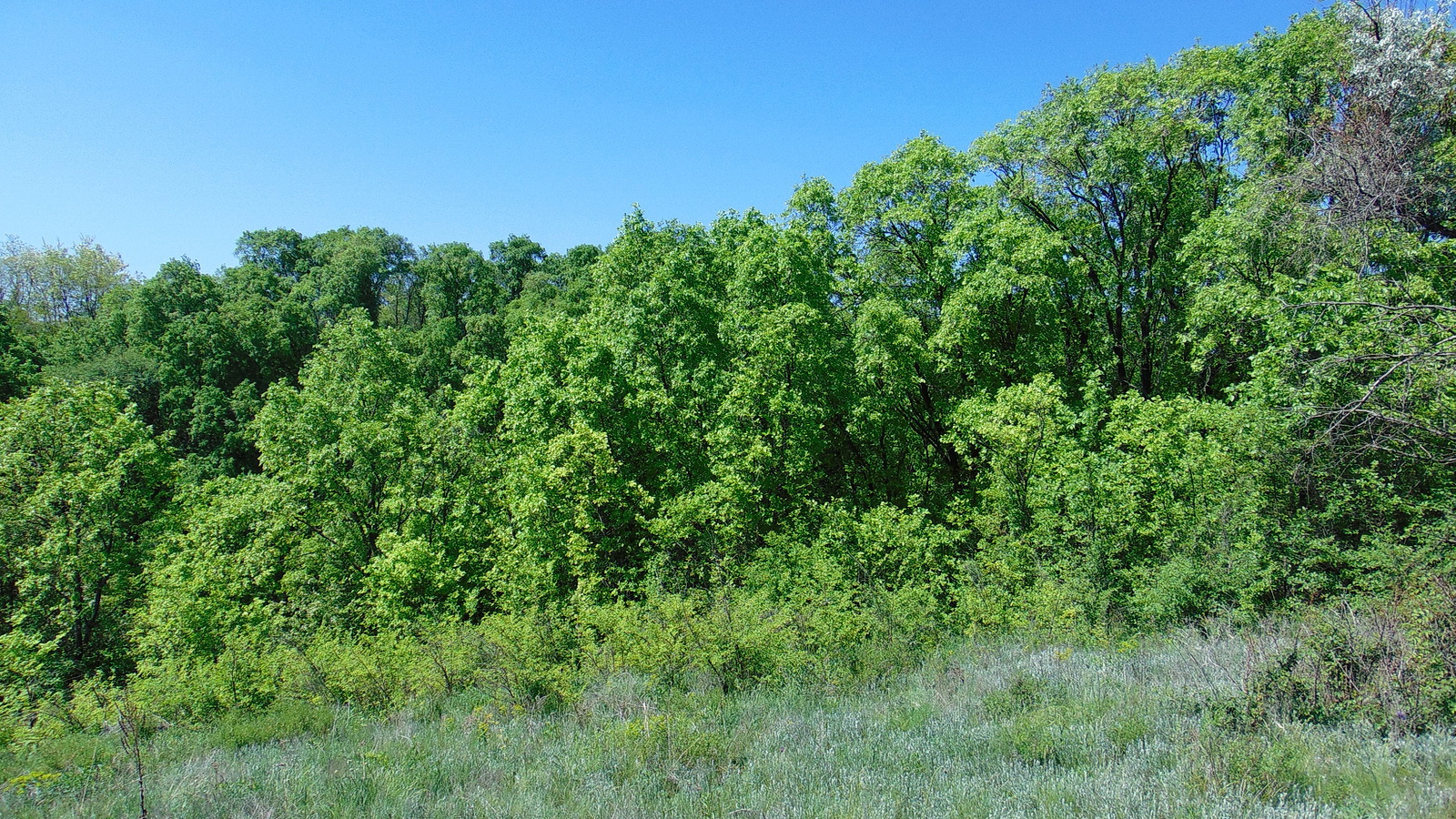
Байрачна діброва Запорізьке Правобережжя

Байра́чні ліси́, байра́ки — широколистяні ліси, що ростуть по верхів'ях і схилах балок (байраків).
Виростають переважно в лісостепових та степових районах центру Східно-Європейської рівнини. Особливо поширені на горбистих територіях (Середньоруська височина, Приволзька височина, Донецький кряж).
Основні породи, що утворюють подібні ліси — дуб, клен, в'яз, ясен, липа, груша, яблуня. У деяких районах також зустрічаються черешня, граб.
У підліску найчастіше виростають клен татарський, глід, калина гордовина,  ліщина, бруслина, місцями скумпія, на узліссях — терен, шипшина, вишня степова, бобовник.
У трав'яному ярусі переважають зірочник злакоподібний, яглиця звичайна, копитняк європейський, перлівка ряба та ін.
Байрачні ліси мають протиерозійне значення.

## Галерея
Байрачний ліс Півчої балки (Донецький кряж, 2 км на пд.-сх. від Зугреса):

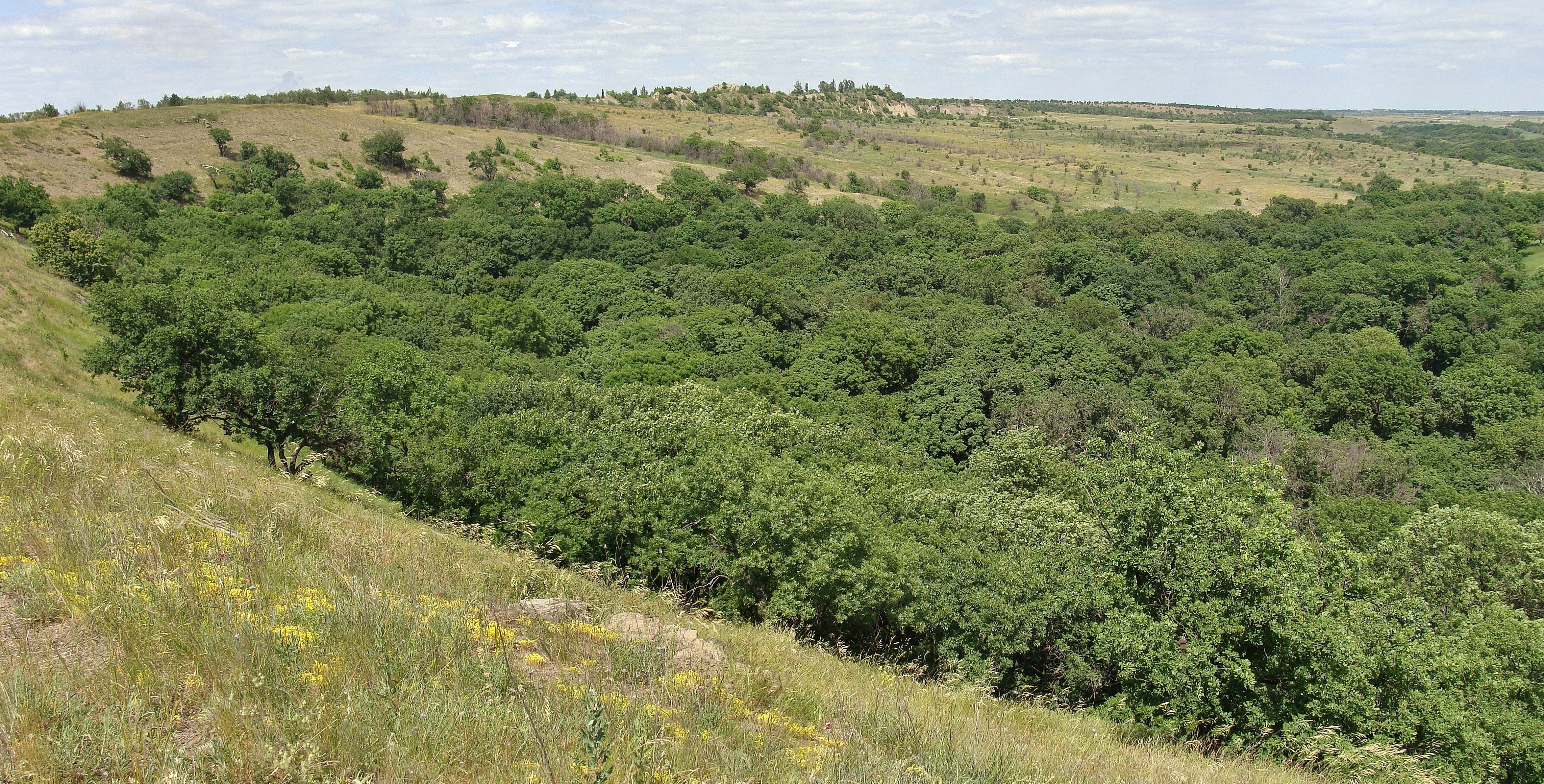
На схилі балки.
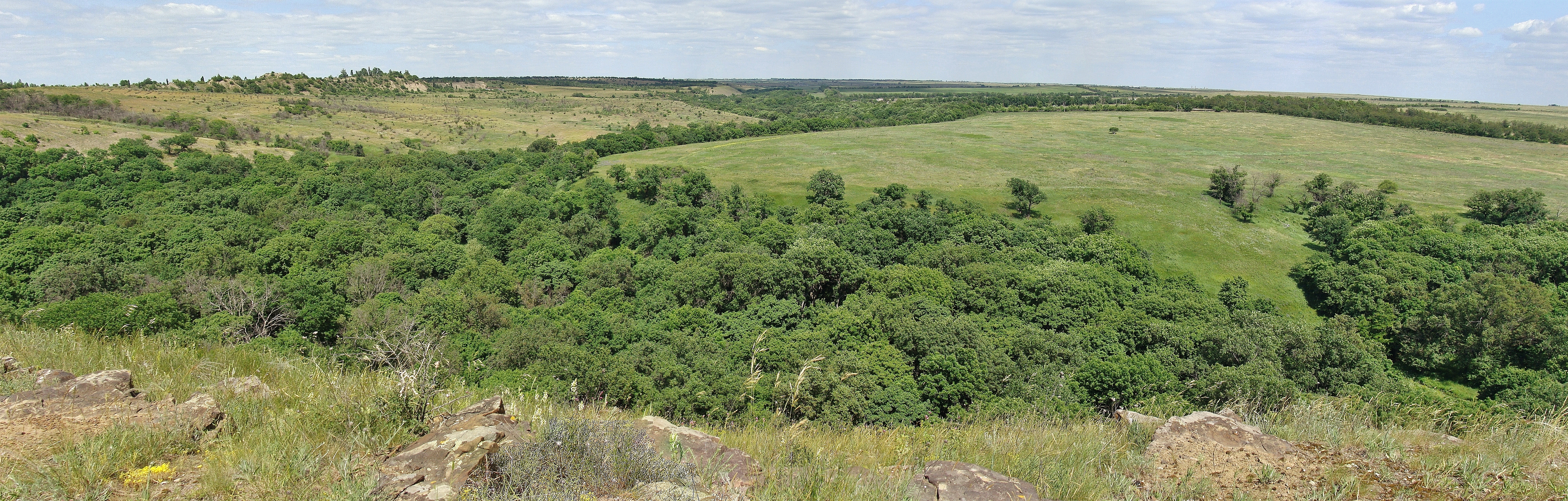
Півча балка.
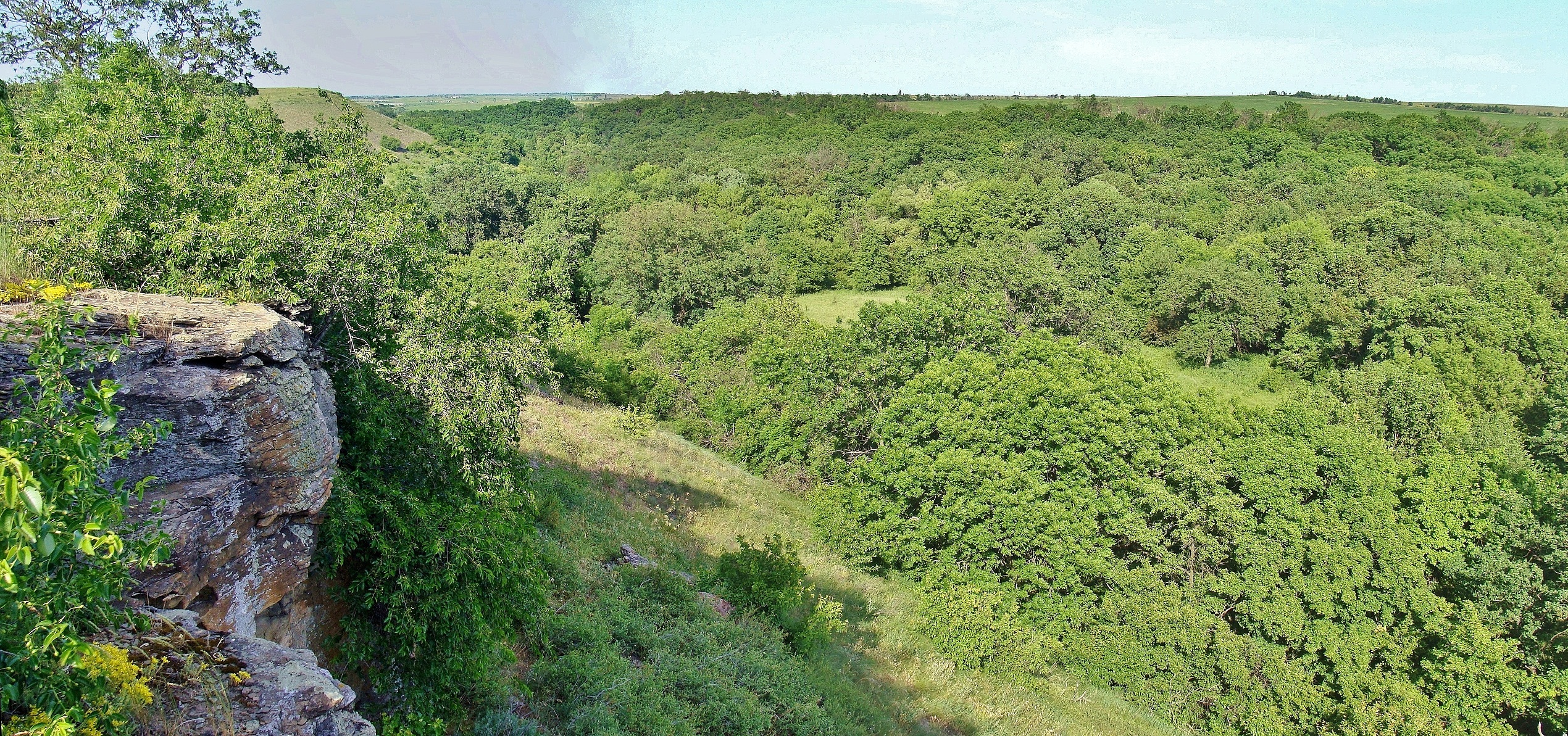
Знизу балки і на схилі.